# الرملة عبر

تعديل مصدري - تعديل

الرملة عبر الشبعة-بدو هي إحدى قرى عزلة جعار بمديرية خنفر التابعة لمحافظة أبين، بلغ تعداد سكانها 133 نسمة حسب تعداد اليمن لعام 2004.